# 3638 Davis
3638 Davis este un asteroid din centura principală, descoperit pe 20 noiembrie 1984 de Edward Bowell.